# Amanda Elstak
Amanda Elstak (eredeti neve: Rási Zoltán Zsolt) (Miskolc, 1974. február 20. –) transzszexuális énekesnő, előadóművész, a Magyar Toleranciadíj, a Magyar Jótékonysági Díj, a Magyar Esélyegyenlőségi Díj és a Magyar Aids Gála, és 2010-2024 között, az Összefogás a Toleranciáért Alapítvány és a Magyar Tolerancia Egyesület elnöke. 
Felvállalja, hogy liberális politikai nézeteket képvisel.
A leszbikus, meleg, biszexuális, transznemű és a roma állampolgárok elfogadásának élharcosa. Vállaltan transzszexuális.
A Limo Caffe, Capella Caffe, Angyal Bár, Club Bohemian Alibi műsorvezetője. Évekig vezette a Magyar Pornó Oszkár Díj-átadót, az Erotika Parádét és a Mr. Gay Hungary szépségversenyt Kiszel Tündével és Dukai Reginával.
2007-ben jelent meg első zenei albuma Szükségem van a szerelemre címmel a Producers Kft gondozásában. Az albumon szereplő 12 dalt Pintér György, Szűcs Balázs és Ember Péter írták, kifejezetten Amanda stílusára és egyéniségére. Amanda barátaival is énekel az albumon, többek között Rácz Kati és Desire Dubounet a partnere.
2005-től 2014. április 24-ig ismét tanult. Reiki mester-tanár, Life Coach-életvezetési tanácsadó és az alternatív gyógymódok ágazatainak szabadegyetemi tanfolyamait végezte el.
A civilszervezetek vezetésén kívül , munkájában alternatív gyógyítóként és transzszexológusként tevékenykedik, a Natural Medicine Healt and Education Központban. Archiválva 2021. május 14-i dátummal a Wayback Machine-ben. 
2013. szeptember 1-től az Alternatív Gyógyítók Tanodája és az European Reiki Organisation tanára: alternatív gyógymódokat, reikit, kristálygyógyászatot, pszi-sebészetet oktat. 
2020. október 20-án életre hívta a Magyar Tolerancia Egyesület-et és még azon a napon kérelmet nyújt be bíróságra. Nonprofit, civil szervezetként bejegyezte a cégbíróság.
2021. augusztus 7-étől több mint két évtizedes múlttal rendelkező műsora, kihagyás után újraindul az Amanda Elstak Show, két budapesti szórakozóhelyen: a Black Unicorn bárban és a Crush Budapest Clubban.

## Díjai
- Magyar Pornó Ocar-Díj, Legjobb Éjszakai Műsorvezető kategória, 2004
- Emberi Hang díj, 2014
- Egyenlő Esély Díj, 2023.

## Diszkográfia
- 2007 – Szükségem van a szerelemre

## Lemezen nem megjelent dalai
Amanda Elstaknak számos lemezen meg nem jelent dala van, melyeket a YouTube videómegosztó portálon szívesen megoszt rajongóival, így a dalok ott meghallgathatók.
- 2009 – Szédülj el (olykor „Táncolj”, „Mámor” és „Drogdal”-ként is emlegetik)
- 2009 – A tűz (A dal a „Szükségem van a szerelemre” című lemez 2. dala lett volna a „Szívem a tiéd” helyett, de végül csak kiadatlan dalként került fel a világhálóra).
- 2010 – Gárda dal (Az egyetlen széles körben ismert Elstak-dal. Bár kétségkívül nem ez a legjobb dala, és zeneileg sem olyan profin megmunkált, mint a 2007-es album dalai, de mégis hatalmas port kavart. A dalban Amanda elmondja a véleményét a Magyar Gárdáról, de nyílt titok, hogy leginkább a Vádló Bitófák nevű zenekar Másként című dalára válaszol. Ebben az együttes kifigurázza az LMBT társadalmat, s erre Elstak keményen, obszcén módon válaszol. A siker nem maradt el, jelenleg is ez a legismertebb dala.)
- 2011 – Tudnod kell (e dal a „Tűz és szerelem” című lemezén lett volna fenn 2009-ben, de végül sosem adták ki az anyagot)
- 2012 – A tűz (remix)

## Tanulmányok
- Berzeviczy Gergely Kereskedelmi és Vendéglátóipari Szakközépiskola
- Debreceni Egyetem – okleveles pszichológus

### Nemzetközi Tanulmányok
IMUNE International Medical University for Natural Education, Nemzetközi Orvosi Egyetem Természetes Oktatásért,  Archiválva 2015. november 2-i dátummal a Wayback Machine-ben
- Certified Biofeedback Therapist, 2015
- Certified in Depression Release Therapist, 2014
- Certified in Psychology of Happiness Therapist, 2013

### Elvégzett tanfolyamok
- Life Coach Tanácsadó, 2008, Taxon-Art Oktatási Kft
- Reiki I-II. (RAI), 2012
- Reiki I-II. – Mesteri–Tanári (ERO), 2012
- Alternatív Gyógyító I-II. – Mesteri (ERO), 2011-13
- Kristálygyógyászat I–II. – Mesteri (ERO)
- Reflexológia I-II. (ERO)
- Pszi Sebész I-II. – Mesteri (ERO)
- Szellemgyógyász I-II. – Mesteri (ERO)
- Lélekmasszázs (ERO)
- One Brain Kineziológia tanfolyam I-IV.

### Tréningek
- A Taxon-Art Oktatási Központ  által megszervezett

Vállalati irányítás – szervezés, fejlesztés tréningen részt vett és sikeres belső vizsgát tett.
A képzést érintő témakörök:
- Belső együttműködés-fejlesztés
- HR-szakemberek fejlesztése
- Trénerképzés

### Előadások, kurzusok
A Nemzetközi Pszichoonkológiai Társaság és az Európai Onkológiai Iskola szervezésében:
- Szorongás és alkalmazkodási zavarok rákbetegek körében
- Depresszió és depressziós zavarok rákbetegek körében
- Pszichoonkológia etikai kérdései
- Daganatos betegség mint családi probléma

### Oktatásai, képzései
alternatív-holisztikus-természetes gyógymódok
- Reiki I-II., mesteri
- Pszi Sebészet I-II., mesteri
- Kristálygyógyászat I-II., mesteri
- Reflexológia I-II.
- Rásy Összetett Alternatív Gyógyító Terápia – (RASY Composite Alternative Healing Therapy)

- RASY-CAHT Kezelő-gyógyító – alapfokú képzés
- RASY-CAHT Terapeuta – középfokú képzés
- RASY-CAHT Mester – felsőfokú képzés

Az oktatások végén a hallgatók belső vizsgát tesznek és sikeres végzés után az IMUNE International Medical University of Natural Education, Nemzetközi Orvosi Egyetem Természetes Oktatásért,  Archiválva 2015. november 2-i dátummal a Wayback Machine-ben és az ERO European Reiki Organisation, közösen kiállított kétnyelvű tanúsítványát kapják.